# Harriet Harman

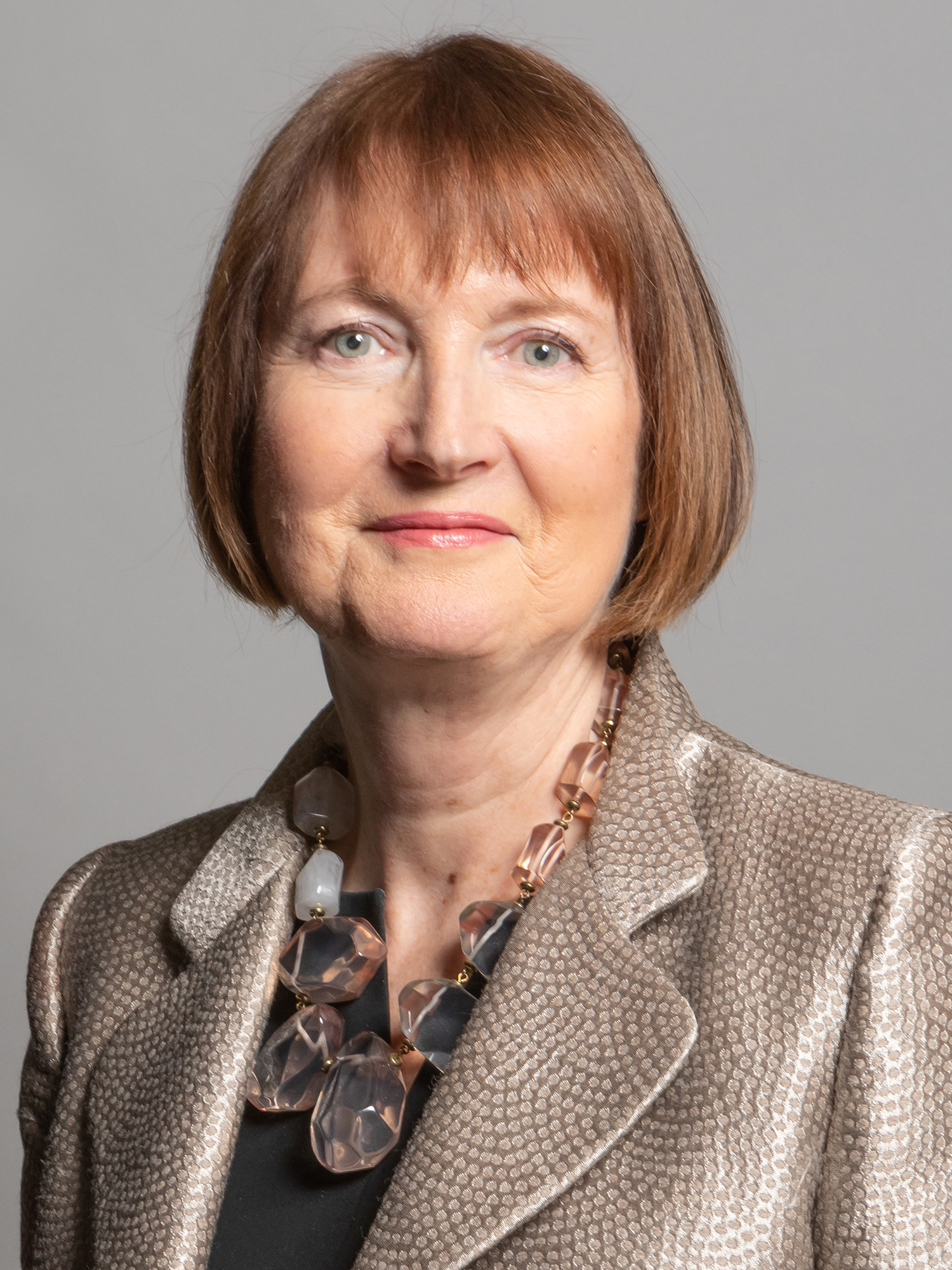
A Muito Honorável Harriet Ruth Harman, ex-líder trabalhista no Reino Unido.

Harriet Ruth Harman (Londres, 30 de julho de 1950) é uma advogada e política britânica, membro da Casa dos Comuns, foi líder em exercício do Partido Trabalhista do Reino Unido. Durante o governo de Gordon Brown, foi ministra para as Mulheres e Igualdade. Durante o governo de Tony Blair, foi ministra para as Mulheres e Secretária de Seguridade Social.

## Biografia
Harman nasceu em Londres e estudou na Universidade de York, onde recebeu licenciatura em Ciências Políticas. Seu marido foi tesoureiro (diretor de finanças) do Partido Trabalhista, Jack Dromey.
Entre 1978 e 1982 Harman foi advogada do grupo National Council for Civil Liberties, atualmente chamado de Liberty, dedicado a proteger as liberdades civis.

## Carreira política
Em 1982 foi nomeada membro da Casa dos Comuns por Peckham em Londres. Depois das eleições gerais de 1992 foi membro do Gabinete sombra.
Em 1997, depois da vitória eleitoral do governo de Tony Blair, foi nomeada Secretária de Estado de Assistência Social. Foi despedida do gabinete em 1998, mas em 2001 foi nomeada para ser Solicitor General (um posto judiciário do governo).
Em 2005 foi nomeada ministra no Departamento de Assuntos Constitucionais, que foi transformado no novo Departamento de Justiça em maio de 2007. Com a renúncia de Gordon Brown da liderança do Partido Trabalhista, passou a assumir a liderança da oposição, em setembro entregue a Ed Miliband.